# 脱不花
脱不花（?—1325年），元朝宗室，元世祖忽必烈的孫子，忽必烈第九子鎮南王脫歡的次子。
大德五年（1301年），長兄老章襲封鎮南王，鎮守揚州。老章死後，脫不花襲封鎮南王。泰定二年（1325年），脫不花去世，其子孛羅不花因年幼無法繼位，元廷命中書平章政事乃蠻臺暫代鎮南王事。次年（泰定三年，1326年），脫不花之弟帖木兒不花襲爵鎮揚州；待孛羅不花成年後（天曆二年，1329年），帖木兒不花讓還王位予孛羅不花。